# NGC 2300
NGC 2300 هو اصطدام مجري، يقع في كوكبة الملتهب. اكتشف في 1871 .

## روابط خارجية
- NGC 2300 على موقع ويكي سكاي: DSS2, SDSS, GALEX, IRAS, Hydrogen α, X-Ray, Astrophoto, Sky Map, Articles and images